# Eudyptes sclateri
El pingüino cresta erecta,(Eudyptes sclateri) es una especie de pingüino del género Eudyptes, que se reproduce en archipiélagos subantárticos de Nueva Zelanda.  

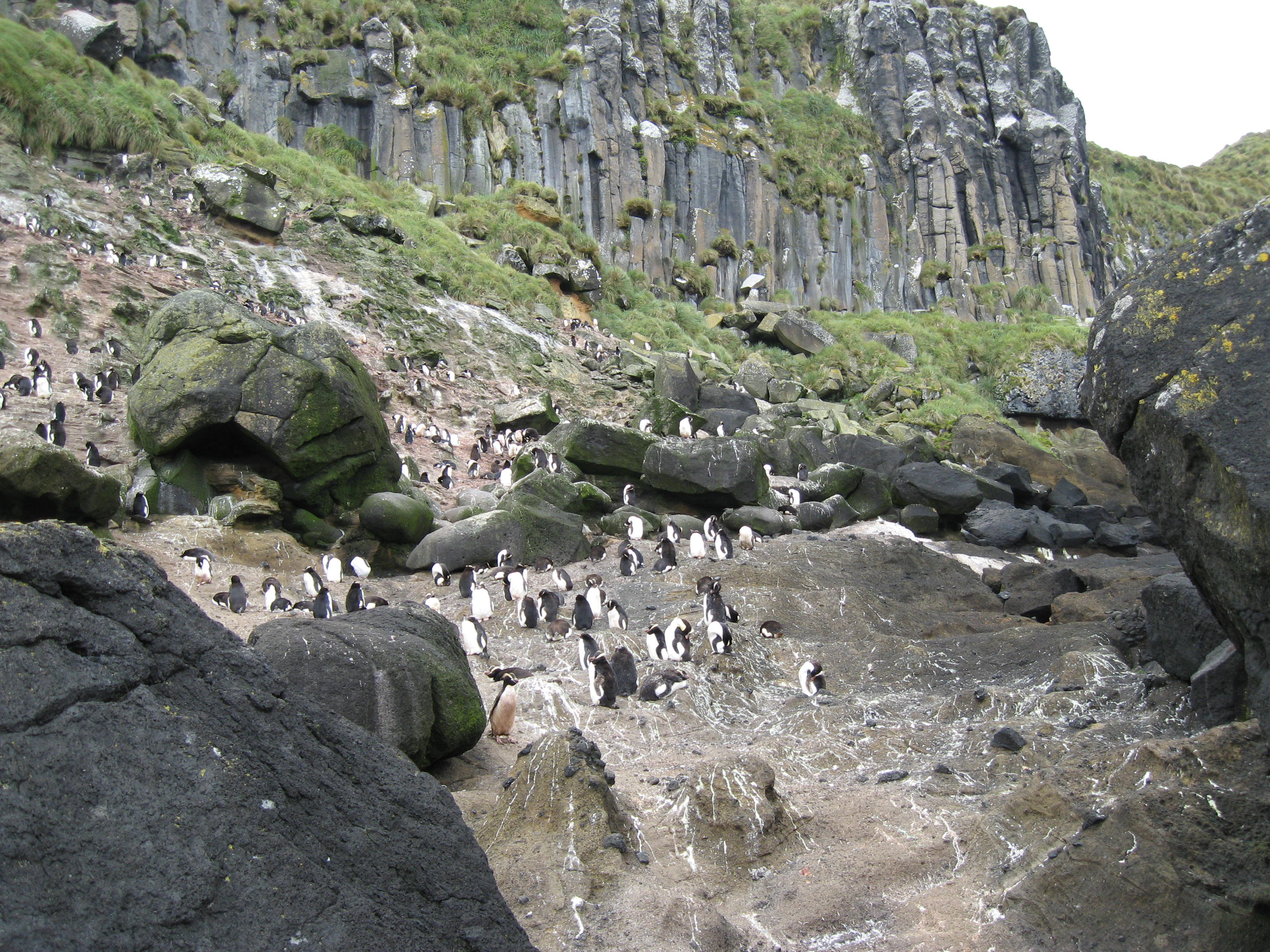
Una colonia de este pingüino en la bahía Anchorage, en las islas Antípodas.

## Distribución
Se reproduce en los archipiélagos de las islas Antípodas (de 2000 ha de superficie) y de las islas Bounty (de 100 ha de superficie), que pertenecen a Nueva Zelanda. Las pocas decenas de ejemplares de la isla Campbell ya no reproducen allí. 
Luego de la época reproductiva se interna nuevamente en aguas abiertas lejos de las islas, en áreas de invernada en gran parte desconocidas, pues los únicos registros son del estrecho de Cook y de la costa este de la isla Sur de Nueva Zelandia.
Fueron encontrados ejemplares vagantes en las Malvinas, en Argentina, en Australia, y en la Antártida. 
Registros en las Malvinas
Esta especie también fue registrada en 4 oportunidades en el archipiélago de las Malvinas, en una de ella nidificando. Se cree que la población que reproducía allí se perdió por absorción mediante hibridaciones con el abundante pingüino de penacho amarillo sudamericano (Eudyptes chrysocome chrysocome).
Los registros malvinenses son:
- Registro nidificando, dentro de una colonia del pingüino de penacho amarillo sudamericano;[7]
- Un ejemplar fotografiado en enero de 1997 en la isla Borbón;
- Un ejemplar fotografiado en varias oportunidades entre noviembre de 1997 y enero de 1998 en la misma isla;
- Un ejemplar fotografiado en enero de 2006 en la misma isla.

## Taxonomía

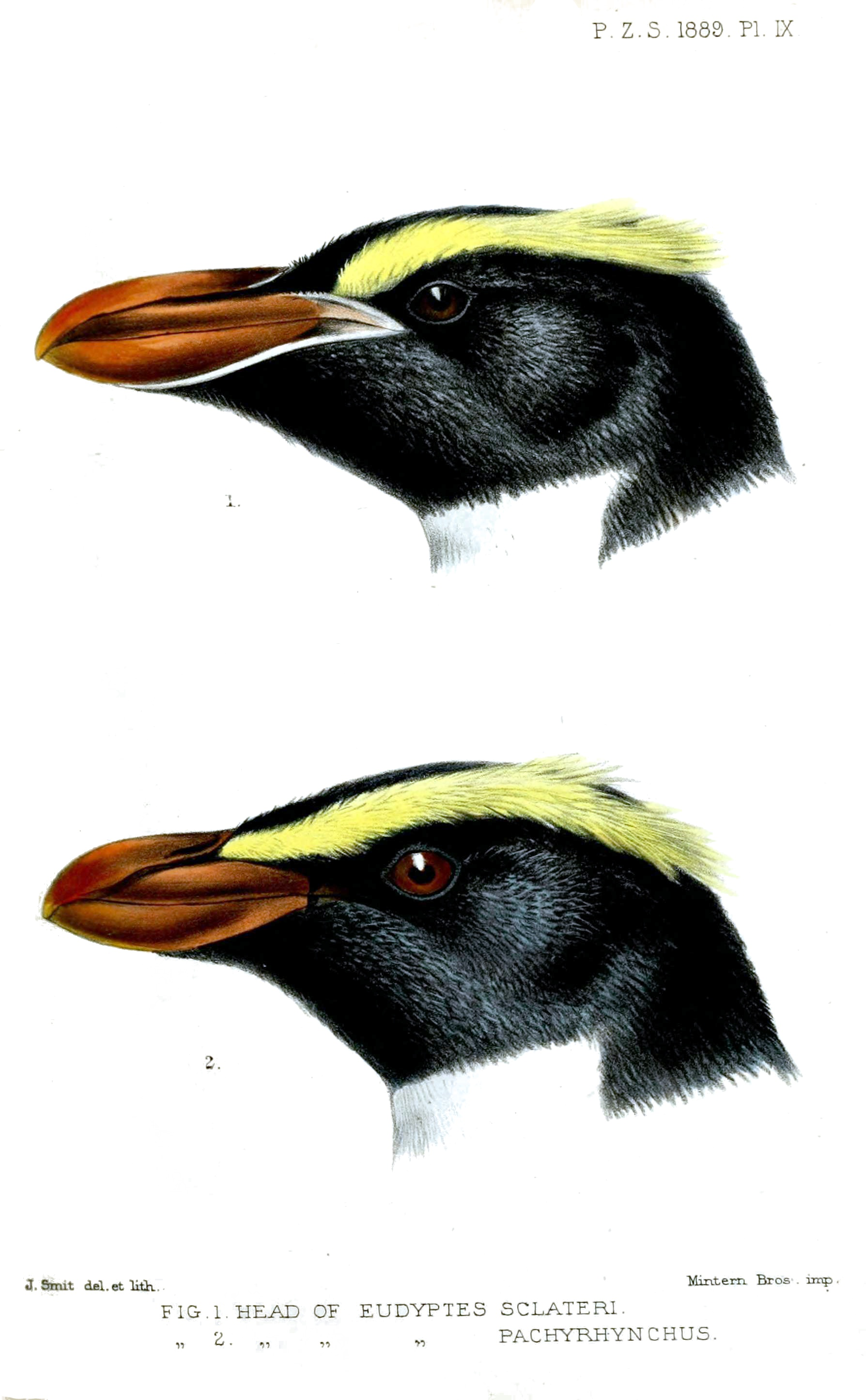
Ilustración de J. Smit de las cabezas de E. sclateri (arriba) y E. pachyrhynchus (abajo), datada en 1889.

Esta especie monotípica fue descrita originalmente por el ornitólogo neozelandés Walter Buller en el año 1888, bajo el mismo nombre científico. Su localidad tipo es: «Islas Auckland».
Forma una superespecie con Eudyptes robustus y Eudyptes pachyrhynchus, además de habérsela considerado una raza de la última. El nombre científico . atratus se le ha aplicado anteriormente, pero fue oficialmente suprimido, debido a la confusión con E. robustus.

## Características generales
Se trata de un pingüino de tamaño mediano a pequeño, con un largo de 50 a 70 cm y un peso de 2,5 a 6 kg. El macho es ligeramente más grande que la hembra. Dorsalmente esta especie tiene un color negro-azulado, mientras que las partes inferiores son blancas. Su característica principal son las dos crestas de color amarillo brillante que desde el sector sobre los ojos parten hacia atrás en forma de amplia y larga ceja erecta.
Su denominación científica rinde tributo al zoólogo inglés Philip Lutley Sclater.
Es una especie pelágica y solitaria luego de la época reproductiva, alimentándose en aguas abiertas sin aproximarse a las costas.
Se cree que se alimenta principalmente de krill y calamares, como otras especies del mismo género.
Su biología es poco estudiada. Anida en grandes colonias en muy pocas islas, las que poseen conformación rocosa.

## Conservación
Este pingüino está catalogado como una especie en peligro de extinción en la Lista Roja de la UICN. Está amenazado por la notable disminución de su población, y por contar con un área de reproducción muy restringida, lo que la torna muy vulnerable a cambios locales. 
Su población total fue estimada entre 130 000 y 140 000 ejemplares. 
Población de las islas Bounty
En el año 1978, esta población se estimó en 115 000 parejas, repartidas en 9 islas pequeñas. Un nuevo censo realizado en la temporada 1997-1998 estimó un total de 28 000 parejas reproductoras, si bien aplicó un método censal distinto al anterior. Utilizando la misma metodología que en 1997-1998, un nuevo censo en el año 2011 mostró un descenso del 8 %.  
Población de las islas Antípodas
Un censo en el año 1995 indicó para este archipiélago una población reproductiva de entre 49 000 a 57 000 parejas, lo que representa una disminución del 50 % en 20 años. Un nuevo censo en el año 2011 mostró un mayor descenso, encontrando 41 000 parejas, lo que representa una disminución del 23 %. 
Población de la isla Campbell
En la temporada 1986-1987 se registraron entre 20 a 30 parejas, pero no se ha detectado que vuelva a reproducirse allí. En la década de 1940 la población reproductiva era de algunos cientos en esa isla.